# Piatykhatky (oblast de Zaporijjia)
Piatykhatky (en ukrainien : П'ятиха́тки, en russe : Пятихатки) est un village du raïon de Vassylivka, se situant dans l'oblast de Zaporijjia au sud de l'Ukraine, à environ 45 kilomètres au sud-est du centre de la ville de Zaporijjia. Il appartient à la hromada de Stepnohirsk.
Lors de l'invasion russe de l'Ukraine, la commune est capturée par les forces russes en février 2022, et reprise par les forces ukrainiennes en juin 2023,,.